# Fuji (Fluss)
Der Fuji-Fluss (jap. 富士川, Fujikawa oder Fujigawa) ist ein Fluss in Japan, der von der Präfektur Yamanashi in die Präfektur Shizuoka fließt.
Er ist 128 km lang und hat ein Wassereinzugsgebiet von 3990 km². Er wird neben dem Mogami und dem Kuma als Fluss mit der schnellsten Strömung in Japan angesehen. Der mittlere Durchfluss an der Mündung beträgt 63,2 m³/s.
Der Fluss entspringt dem Berg Nokogiri im  Nordwesten von Yamanashi als Kamanashi und fließt bei Ichikawamisato mit dem Fuefuki zusammen und ändert seinen Namen in Fuji-Fluss. Anschließend verläuft der Lauf um den westlichen Fuß des Fujisan, danach mündet der Fluss in der Nähe der Stadt Fuji in die Suruga-Bucht im Pazifik.
Der Daimyo Takeda Shingen baute die Shingen-Deiche (信玄堤, Shingen-zutsumi) entlang des Kamanashi, die bei Hochwasser die Flutung von Pufferzonen erlauben, um Schäden zu verhindern.
Der Wassertransport florierte bis zur Eröffnung der Fuji-Minobu-Eisenbahn (heute die Minobu-Linie von Japan Railway-Central) im Jahre 1923.
Der Fluss ist die Grenze zwischen der Netzfrequenz des japanischen Stromnetzes von 50 Hertz im Osten und 60 im Westen.
Der Shinkansen, der den Fluss vor dem Hintergrund des Fujisan überquert, ist eine berühmte Ansicht von Japan.